# 국뽕
국뽕은 국가와 히로뽕(philopon)의 합성어다. 흔히 유튜브나 타 인터넷 사이트에서 한국에서 다른 나라에 돋보인 일을 했을 때 국뽕 한 그릇을 달라고 한다. 어떻게 보면 한국 고유의 토착 밈으로 되었다고 볼 수 있다. 국가에 대한 맹목적 자부심을 조롱하는 말이다. 국뽕 신드롬이 일면서 국뽕에 반발로 ‘국까’라는 말도 등장했다.

## 개념
국뽕이라는 말은 역사 분야에서 처음 사용된 것으로 알려진다. 인터넷 커뮤니티 디시인사이드 역사 갤러리에서 "단군 이전 한민족이 세계 4대 문명인 메소포타미아 지역 수메르왕국을 세웠다"거나 "명나라 황제 주원장조차 조선의 군사력을 두려워했다."며 검증되지 않은 주장으로 역사를 왜곡하려는 이들이 있었는데, 이들의 행태를 일러 '국뽕'이라고 칭했다.
일각에서는 때와 장소를 가리지 않고 외국인만 보이면 다가가 김치, 싸이, 김연아, 독도 등에 대해 물어보는 'Do you know...'시리즈가 유행처럼 번졌다고 지적했다. 그리고 이러한 행태가 '엎드려 절 받기 같다.'며 '국가에 대한 자긍심에 과도하게 취하는 것을 경계하자는 취지'에서 국뽕이라는 단어가 탄생했다는 견해도 있다.
또한 '국뽕' 단어가 등장하면서 '똥송합니다'라는 단어도 나타나기 시작했다. '동양인이라 죄송합니다.'라는 뜻을 가진 '똥송합니다'는 서양인이 동양인보다 태생적으로 우월하다고 여기는 일부 젊은 세대가 가진 열등의식과 자조가 반영된 신조어다.

## 영향

### 사회적 영향
'국뽕'의 영향으로 무조건적인 애국심을 강조하고 조장하는 행동을 하기도 하는 반면에, 이와 반대로 애국적 요소를 비난하고 깎아내리는 현상이 자주 나타나고 있다. 이로 인해 해외에서 한국의 스포츠 선수의 활약이나 문화 산업의 성장이 두드러짐에도 이를 다른 국가와 비교하며 그들의 활약을 폄하하고 평가절하하는 모습이 나타난다. 실제로 2016년 광복절 당시 박근혜  대통령의 연설은 '애국심에 도취한 국뽕 연설'이라는 비판을 받기도 하였으며, 일본의 언론 니혼케이자이 신문은 '자국을 비하하는 신조어에 경종을 울리고 젊은 층들에게 행동에 나설 것을 촉구하는 지식인들이나 미디어가 늘고 있다'고 전했다. 사회학자들은 '국뽕'은 자긍심이 아니라 열등감과 불안감을 숨기기 위한 과장된 표현이라는 해석을 하기도 하며, 또한 국뽕논란이 일었던 영화 <군함도>의 류승완 감독은 '만든 영화로만 평가받고 싶은데 다른 영화들처럼 관객의 평가를 온전히 받아들일 수 없는 상황인 것 같다. 한 영화에서 ‘국뽕’과 친일, 두 가지 논란이 동시에 불거져나오는 게 가능한 일인가.'라는 반응을 보이기도 하였다.

### 문화적 영향
역사를 소재로 한 영화라면 국뽕‧역사왜곡 논란을 피할 수 없다. 디시인사이드 헬조선 갤러리와 함께 현재는 정전 갤러리가 된 국뽕 갤러리는 헬조선 개설 다음 날인 2015년 9월 4일에 개설되었다. 국뽕 콘텐츠들은 사람들이 문화를 향유하는 방식과 완전히 다른 형태로 소비가 된다. 근현대역사물은 민족주의와 애국심을 고취시키는 '국뽕'으로 폄하되며 젊은 세대에게 외면받는다. 뿐만 아니라 설민석과 최진기와 같은 대한민국 대표 역사강사들은 국뽕의 전도사라는 비판을 받으며 방송계와 교육계에서 논쟁을 불러일으키고 있다.

## 비판
카메라 앞에서 사투리를 써가며 “이모, 홍어 한 접시 주이소!”를 외친다던가, '한국문화 애국주의의 확장인 과도한 국가주의를 불러일으킨다'는 비판도 있다. 또한 국뽕 역사의 전성시대에서 보수주의와 진보주의, 여당과 야당의 구분 없이 ‘위대한 상고사’에 대한 열망은 노골적이라는 지적도 있다. 우리를 둘러싼 현실이 너무 덥다 보니, 다들 역사로 피서를 떠나는 거다. 송중기는 "사실 '국뽕'이라는 단어의 의미가 정확히 확립돼 있는 것 같지 않아요. 감성팔이라는 단어와도 헷갈려 하더라고요. 정의롭지 않은 것을 맹목적으로 따르면 안되는 거지만 대한민국을 사랑하는 게 왜 안 되는 건지는 잘 모르겠네요. 그것과는 연결이 될 수 있을 거 같아요. 정확한 비판이 들어오면 저도 이야기를 할 수 있을텐데 일단 제 생각이 똑바로 잡혀 있다면 두렵지는 않죠." 라고 말했다.

## 같이 보기
- 신조어
- 헬조선